# Sint-Machutuskerk (Monster)
De Sint-Machutuskerk is een rooms-katholieke kerk aan de Choorstraat 103 in Monster.

## Geschiedenis
De oude Hervormde kerk van Monster was oorspronkelijk ook gewijd aan Machutus en er werden enkele relieken van hem bewaard. Tijdens de reformatie ging deze kerk over naar de protestanten. De laatste pastoor en de kapelaan van de oude Machutuskerk werden in 1572 in Den Briel vermoord en horen bij de Martelaren van Gorcum. Pas rond 1775 werd een schuilkerk gebouwd. In 1790 werd een bijkerk gebouwd en in 1803 werd de statie Monster opgericht. De huidige kerk werd in 1828-1831 gebouwd. Dit is de enige kerk in Nederland die aan Machutus is gewijd.

## De kerk
Architect J. Augier ontwierp een eenbeukige kruiskerk in neoclassicistische stijl. Het is een Waterstaatskerk. In 1859 werd de kerk vergroot door Jacobus van Rees. In 1927 werden de zijbeuken bijgebouwd. De halfingebouwde toren heeft vier geledingen, met een naaldspits. In 2000 werd de kerk gerenoveerd en werd het priesterkoor vergroot. Het 2,5 meter hoge standbeeld van Sint-Machutus werd in 1860 boven de ingang van de kerk geplaatst. Het beeld werd voor fl.170,- gemaakt door Stephen Louis Veneman. In 1877 werd bij de kerk een Lourdesgrot gebouwd.

## Interieur
Binnen wordt de kerk overdekt door een gestuct tongewelf. De drie neobarokke altaren werden in 1860 in de kerk geplaatst en zijn afkomstig uit een afgebroken kerk in Rijpwetering. Het orgel werd rond 1845 gebouwd door F.B. Loret. De gebrandschilderde ramen werden in 1892 gemaakt door de Utrechtse firma H. Geuer.
De kerk wordt tot op heden gebruikt door de parochie "Heilige Machutus". Het kerkgebouw en de orgelkast zijn Rijksmonumenten.